# Lubbock (On Everything)
Lubbock (On Everything) war die zweite Plattenveröffentlichung des US-amerikanischen Countrymusikers Terry Allen. Auch wenn dieses Doppelalbum nie große Verkaufszahlen erreichte, gilt es doch als Meilenstein der Musik, die heute als Alternative Country bekannt ist. Die zwanzig Songs für das Album wurden 1978 unter der Regie von Don Caldwell und Lloyd Maines in Lubbock, Texas aufgenommen und auf Fate Records veröffentlicht. 1995 kam es durch das Label Sugar Hill Records zur Wiederveröffentlichung auf CD. 
In vielen Rezensionen wird Lubbock (On Everything) als bedeutend eingestuft: Allmusic.com bezeichnet das Album sogar als eine der feinsten Country-Platten aller Zeiten und bemerkt, dass die sonst wenig beachtete Publikation bei den Liebhabern der Platte einen Kultstatus einnimmt. Auch viele zeitgenössische Countrymusiker bezeichnen die Platte als wesentlichen Einfluss – u. a. Adam Carroll.

## Erwähnenswertes
Viele der Songs wurde im Laufe der Zeit von anderen Bands und Künstlern gecovert, u. a. Truckload Of Art von Cracker,  Amarillo Highway von Robert Earl Keen und – schon vor der Veröffentlichung, nämlich 1977 – New Delhi Freight Train von Little Feat. Zahlreiche vor allem amerikanische Countrybands haben Songs aus diesem Doppelalbum im Programm – wie z. B. die Tennessee Rounders mit Amarillo Highway.

## Songliste
Alle Titel: Musik und Text von Terry Allen
1. "Amarillo Highway (for Dave Hickey)"
2. "Highplains Jamboree"
3. "The Great Joe Bob (A Regional Tragedy)"
4. "The Wolfman Of Del Rio"
5. "Lubbock Woman"
6. "The Girl Who Danced Oklahoma"
7. "Truckload Of Art"
8. "The Collector (and the Art Mob)"
9. "Oui (a French Song)"
10. "Rendezvous USA"
11. "Cocktails for Three"
12. "The Beautiful Waitress"
13. "Blue Asian Reds (for Roadrunner)"
14. "New Delhi Freight Train"
15. "FFA"
16. "Flatland Farmer"
17. "My Amigo"
18. "The Pink And Black Song"
19. "The Thirty Years Waltz (for Jo Harvey)"
20. "I Just Left Myself"

## Weitere Mitwirkende
- Monterey High School Marching Band: Schullied
- Sylvester Rice, Gwen Hewitt, Suzanne Paulk, Jo Harvey Allen: Harmoniegesang
- Freddy Pride, Mike Austin, Vincent Thomas, Jimmy Sampson: "whooooit"-Harmoniegesang
- Jo Harvey Allen: Fotos für Titel und Rücktitel

Dave Peabody: Fotos im CD-Booklet